# Узела (Прато)
Узела је насеље у Италији у округу Прато, региону Тоскана.
Према процени из 2011. у насељу је живело 271 становника. Насеље се налази на надморској висини од 177 м.